# Geistigbehindertenpädagogik
Die Geistigbehindertenpädagogik ist eine Fachrichtung innerhalb der Sonderpädagogik, die wiederum ein Teilbereich der Allgemeinen Pädagogik darstellt. Ihr Gegenstand ist die Theorie und Praxis der Erziehung, Bildung und Rehabilitation von Kindern und Jugendlichen, die sonderpädagogischen Förderbedarf aufgrund einer geistigen Behinderung aufweisen.

## Geschichte
In der Zeit von der Antike bis zum Mittelalter wurde das Leben von Menschen mit einer geistigen Behinderung nicht immer geschützt und erhalten. Oft widerfuhr diesen Menschen das Schicksal der Ausstoßung oder Tötung. Wurde ihr Lebensrecht aber anerkannt, wurden sie in hauptsächlich im familiären Rahmen betreut. Reichte dieser nicht aus oder stand er nicht mehr zur Verfügung, wurden sie in Bettlergruppen, Klöstern, Hospitälern, Gefängnissen und Irrenanstalten untergebracht.
Die historische Wurzeln der institutionalisierten Geistigbehindertenpädagogik lassen sich um das Jahr 1800 verorten, als der Taubstummenarzt Jean Itard sich um die Erziehung des Wolfskindes Victor von Aveyron kümmerte und systematische Erkenntnisse zur Sinnesschulung formulierte, die später von seinem Schüler Édouard Séguin als erstes Lehrbuch für „Idiotenerziehung“ ausgearbeitet und zur Gründung der ersten sog. „Idiotenschule“ genutzt wurden. Dies hatte sowohl Einfluss auf die Arbeit von Maria Montessori als auch auf Jan-Daniel Georgens und Heinrich Marianus Deinhardt, die im Jahr 1856 die Heil- und Erziehungsanstalt Levana in Baden bei Wien eröffneten, und dadurch als Begründer der Heilpädagogik gelten. Georgens und Deinhard gaben ebenfalls ein zweibändiges Werk heraus, in dem sie sich wissenschaftlich mit der Geistigbehindertenpädagogik auseinandersetzten. Besonders früh entwickelte sich die pädagogische Beschäftigung mit dem Förderbedarf der geistigen Entwicklung auch in der Schweiz. Hier war die Jodmangelerkrankung Kretinismus weit verbreitet. So gründete Johann Jakob Guggenbühl 1841 die Heilanstalt für Kretinen und blödsinnige Kinder auf dem Abendberg bei Interlaken, Europas erste Kolonie für die Heilung des Kretinismus, von der wichtige Impulse für die Gründung ähnlicher Einrichtungen für Menschen mit geistiger Behinderung in ganz Europa ausgingen. Ab 1881 wurden auch in Deutschland Hilfsschulen gegründet, die erste davon von Heinrich Kielhorn in Braunschweig. Bereits 1858 errichtete das Königreich Sachsen in Hubertusburg eine spezielle „Erziehungsanstalt“. 1931 wurde Heinrich Hanselmann an der Universität Zürich erster Professor für Heilpädagogik.
Die damalige Beschäftigung mit der Erziehung von Menschen mit geistiger Behinderung war hauptsächlich medizinisch und religiös motivierte. Sie wurde jedoch auch zu ihrer Separation genutzt. Im Vergleich mit einem auf Tüchtigkeit bezogenen Wertmaßstab wurden diese Menschen als nutzlos empfunden, wegen ihrer psychischen und körperlichen Besonderheiten als anormal und minderwertig bezeichnet. Nach dem Ersten Weltkrieg entbrannte eine rassistische und sozial-darwinistische Diskussion um die Zwangssterilisation, aus der 1933 das Gesetz zur Verhütung erbkranken Nachwuchses hervorging. In der Zeit des Nationalsozialismus wurden Menschen mit geistiger Behinderung unter unhygienischen und entwürdigenden Bedingungen in Anstalten untergebracht und ab 1938 systematisch ermordet, viele im Schloss Grafeneck bei Gomadingen. Bis zum Kriegsende 1945 fielen dem Wahn der Rassenhygiene, verwaltet und durchgeführt als Aktion T4, etwa 300.000 Menschen zum Opfer (darunter etwa 5.000 Kinder).
Direkt nach dem Krieg lebten infolge der systematischen Tötung nur noch wenige Kinder mit geistiger Behinderung in Deutschland. Über ihre Beschulung und Unterbringung bestand Unsicherheit und eine neue Rechtsgrundlage für ihre Beschulung wurde erst 1951 (in der DDR schon 1949) durch die Sonderschulverordnung (Verordnung des Ministeriums für Volksbildung über die Beschulung der Kinder mit wesentlichen physischen und psychischen Mängeln in Krankenhäusern und Heilstätten) geschaffen. Davor war noch das Reichsschulpflichtgesetz von 1938 gültig, das Menschen mit geistiger Behinderung die Bildungsunfähigkeit unterstellte. 1958 wurde in Marburg die Lebenshilfe für das geistig Behinderte Kind (heute Lebenshilfe e. V.) gegründet, eine Elterninitiative, die für die weitere Schulentwicklung ein wichtiger Motor wurde. 1965 wurde die erste Schule für Geistigbehinderte gegründet, die Albert-Griesinger-Schule in Frankfurt am Main, unter Mitarbeit von Georg Feuser. Weitere Schulen folgten. Unter dem Gedanken der praktischen Bildbarkeit und der Brauchbarkeit als Arbeitskraft und Steuerzahler wurden an diese Kinder Mindestvoraussetzungen gestellt, sodass vor allem schwerer behinderte Kinder diese Schulen nicht besuchen konnten. Eine Schulpflicht bestand zu diesem Zeitpunkt laut dem Schulgesetz von 1968 noch nicht für alle Kinder, Kinder mit schwerer Behinderung waren ausgenommen.
In den 70er Jahren wurden unter dem Einfluss der Normalisierungsbewegung große Institutionen teilweise aufgelöst und durch dezentralere, kleinere, wohnortnahe Institutionen ersetzt. Von Menschen mit Behinderung und ihren Interessensvertretern wurde das Recht auf einen normalen Lebenswandel und Tagesablauf formuliert. Dies beinhaltete das Recht auf Beschulung für alle Kinder. Nach und nach wurde dieses Recht auch für Kinder mit schwererer Behinderung umgesetzt, erstmals 1975 im Schulversuch von Andreas D. Fröhlich in Landstuhl. Ab 1978 bestand eine gesetzliche Schulpflicht (und damit das Recht auf Beschulung) für alle Kinder, unabhängig ihrer Fähigkeiten und Einschränkungen. Gleichzeitig nahm Otto Speck in München den ersten deutschen Lehrstuhl für Geistigbehindertenpädagogik ein. Zu den Hochschullehrern und Autoren für Geistigbehindertenpädagogik gehörte in den 1970er Jahren auch Rudolf Pohl, Professor für Didaktik der Schule für Geistigbehinderte an der Universität Dortmund.
In den 80er Jahren wurde das Recht auf Selbstbestimmung gefordert, maßgeblich im Duisburger Kongress der Bundesvereinigung Lebenshilfe, unter dem Motto Ich weiß doch selbst, was ich will. Zentrales Anliegen der Bewegung war die Selbstbestimmung in sozialer Integration.
Der Sonderpädagoge und Direktor des Instituts für Heilpädagogik der Pädagogischen Hochschule Kiel Konrad Josef (* 1925) gab die Schriftenreihe Geistigbehindertenpädagogik heraus.
1994 wurden die Empfehlungen zur sonderpädagogischen Förderung der Kultusministerkonferenz formuliert, die den Beschulungsort für Menschen mit geistiger Behinderung nicht auf die Geistigbehindertenschule festlegte. Gleichzeitig wurde in der Salamanca-Erklärung der UNESCO die Inklusion zum Ziel aller Bildungsmaßnahmen von Kindern mit geistiger Behinderung erklärt. 1997 wurde die Selbstvertretungs-Vereinigung Mensch zuerst – Netzwerk People First Deutschland gegründet.
2001 definierte die Weltgesundheitsorganisation (WHO) in der Internationalen Klassifikation der Funktionsfähigkeit, Behinderung und Gesundheit (ICF) den Begriff der Behinderung als komplexes bio-psycho-soziales Bedingungsgefüge, das nicht nur durch die Körperfunktionen und -strukturen, sondern auch durch die Aktivitäten eines Menschen und seiner gesellschaftliche Teilhabe bestimmt wird. Die Forderung nach Teilhabe schließt auch die Teilhabe am Unterricht an allgemeinen Schulen mit ein. 2009 ratifizierte Deutschland die UN-Behindertenrechtskonvention, in denen der Rechtsanspruch aller Menschen auf eine gemeinsame Beschulung festgelegt ist (Artikel 24 Bildung). Heute werden Kinder mit geistiger Behinderung jedoch noch immer flächendeckend in Schulen für Geistigbehinderte beschult. Die Umsetzung des Rechts auf gemeinsamen Unterricht stellt sich unter den Bundesländern sowohl quantitativ als auch bezüglich der konkreten Umsetzungsformen sehr unterschiedlich dar. Praktizierte Formen reichen von der gesonderten Beschulung in Geistigbehindertenschulen über Kooperations- und Außenklassenmodelle bis hin zur sporadischen Integration in Klassen an Regelschulen.
Die moderne Geistigbehindertenpädagogik lässt sich also durch die Abfolge der Leitideen Normalisierung (70er Jahre), Integration/Inklusion (80er Jahre), Selbstbestimmung/Empowerment (90er Jahre) und Teilhabe/Partizipation (00er Jahre) darstellen. Bezüglich des Beschulungsortes zeigt sich ein Trend von der separaten Beschulung in Sonderschulen zum heutigen Ideal der gemeinsamen Beschulung aller Kinder.

### Pädagogik
- Karl-Ernst Ackermann, Oliver Musenberg, Judith Riegert (Hrsg.): Geistigbehindertenpädagogik!? Disziplin – Profession – Inklusion. Athena-Verlag, 2012, ISBN 978-3-89896-477-7.
- Erhard Fischer (Hrsg.): Pädagogik für Menschen mit geistiger Behinderung. Sichtweisen – Theorien – aktuelle Herausforderungen. 2., überarbeitete Auflage. Athena, Oberhausen 2008, Athena, ISBN 978-3-89896-328-2.
- Barbara Fornefeld: Grundwissen Geistigbehindertenpädagogik. 4. Auflage. Reinhard, München/Basel 2009.
- Thomas Hoffmann: Wille und Entwicklung – Problemfelder – Konzepte – Pädagogisch-psychologische Perspektiven. Springer VS Verlag, Wiesbaden 2013, ISBN 978-3-658-03040-7 (Klappentext und Inhaltsübersicht online).
- Theo Klauß: Ein besonderes Leben: Grundlagen der Pädagogik für Menschen mit geistiger Behinderung; ein Buch für Pädagogen und Eltern. 2. Auflage. Winter, Heidelberg 2005.
- Susanne Nußbeck (Hrsg.): Sonderpädagogik der geistigen Entwicklung. Hogrefe, Göttingen 2008.
- Etta Wilken: Kinder und Jugendliche mit Down-Syndrom. Förderung und Teilhabe. 2. Auflage. Kohlhammer, Stuttgart 2020.
- Ernst Wüllenwebert u. a. (Hrsg.): Pädagogik bei geistigen Behinderungen. Ein Handbuch für Studium und Praxis. Kohlhammer, 2006.

### Methodik und Didaktik
- Fischer, Erhard (2008): Bildung im Förderschwerpunkt geistige Entwicklung: Entwurf einer subjekt- und bedarfsorientierten Didaktik. Bad Heilbrunn: Klinkhardt.
- Pitsch, Hans-Jürgen (2002): Zur Didaktik und Methodik des Unterrichts mit Geistigbehinderten. 3. Aufl. Oberhausen: Athena.
- Pitsch, Hans-Jürgen; Thümmel, Ingeborg (2005): Handeln im Unterricht: zur Theorie und Praxis des handlungsorientierten Unterrichts mit Geistigbehinderten. Oberhausen: Athena.
- Pitsch, Hans-Jürgen; Thümmel, Ingeborg (2015): Methodenkompendium für den Förderschwerpunkt geistige Entwicklung. Band 1: Basale, perzeptive, manipulative, gegenständliche und spielerische Tätigkeit. Oberhausen: Athena-Verlag.
- Pitsch, Hans-Jürgen; Thümmel, Ingeborg (2015): Methodenkompendium für den Förderschwerpunkt geistige Entwicklung. Band 2: Lernen in der Schule. Oberhausen: Athena-Verlag.
- Schäfer, Holger (2020): Mathematik und geistige Behinderung. Grundlagen für Schule und Unterricht. Stuttgart: Kohlhammer.
- Straßmeier, Walter (Hg.) (2000): Didaktik für den Unterricht mit geistigbehinderten Schülern. 2. Aufl. München, Basel: Reinhardt.
- Wilken, Etta (2019): Sprachförderung bei Kindern mit Down-Syndrom. 13. Aufl. Stuttgart: Kohlhammer
- Zimpel, André Frank (2014): Einander helfen. Der Weg zur inklusiven Lernkultur. Göttingen, ISBN 3-525-70170-5.

### Psychologische, diagnostische und medizinische Aspekte
- Irblich, Dieter (Hg.) (2003): Menschen mit geistiger Behinderung: Psychologische Grundlagen, Konzepte und Tätigkeitsfelder. Göttingen: Hogrefe.
- Neuhäuser, Georg (Hg.) (2003): Geistige Behinderung: Grundlagen, klinische Syndrome, Behandlung und Rehabilitation. 3. Aufl. Stuttgart: Kohlhammer.
- Sarimski, Klaus; Steinhausen, Hans-Christoph (2007): Geistige Behinderung und schwere Entwicklungsstörung. KIDS 2 Kinder-Diagnostik-System. Göttingen: Hogrefe.
- Stahl, Burkhard (Hg.) (2005): Diagnostik bei Menschen mit geistiger Behinderung: ein interdisziplinäres Handbuch. Göttingen: Hogrefe.
- Zimpel, André Frank (2016): Trisomie 21. Was wir von Menschen mit Down-Syndrom lernen können. 2000 Personen und ihre neuropsychologischen Befunde. Göttingen, ISBN 978-3-525-70175-1.

### Nachschlagewerke
- Schäfer, Holger (Hrsg.) (2019): Handbuch Förderschwerpunkt geistige Entwicklung. Grundlagen – Spezifika – Fachorientierung – Lernfelder. Weinheim: Beltz.
- Theunissen, Georg; Kulig, Wolfgang; Schirbort, Kerstin (Hg.) (2007): Handlexikon geistige Behinderung: Schlüsselbegriffe aus der Heil- und Sonderpädagogik, sozialen Arbeit, Medizin, Psychologie, Soziologie und Sozialpolitik. Stuttgart: Kohlhammer.